# ルートフィスク
- ルーテフィスク

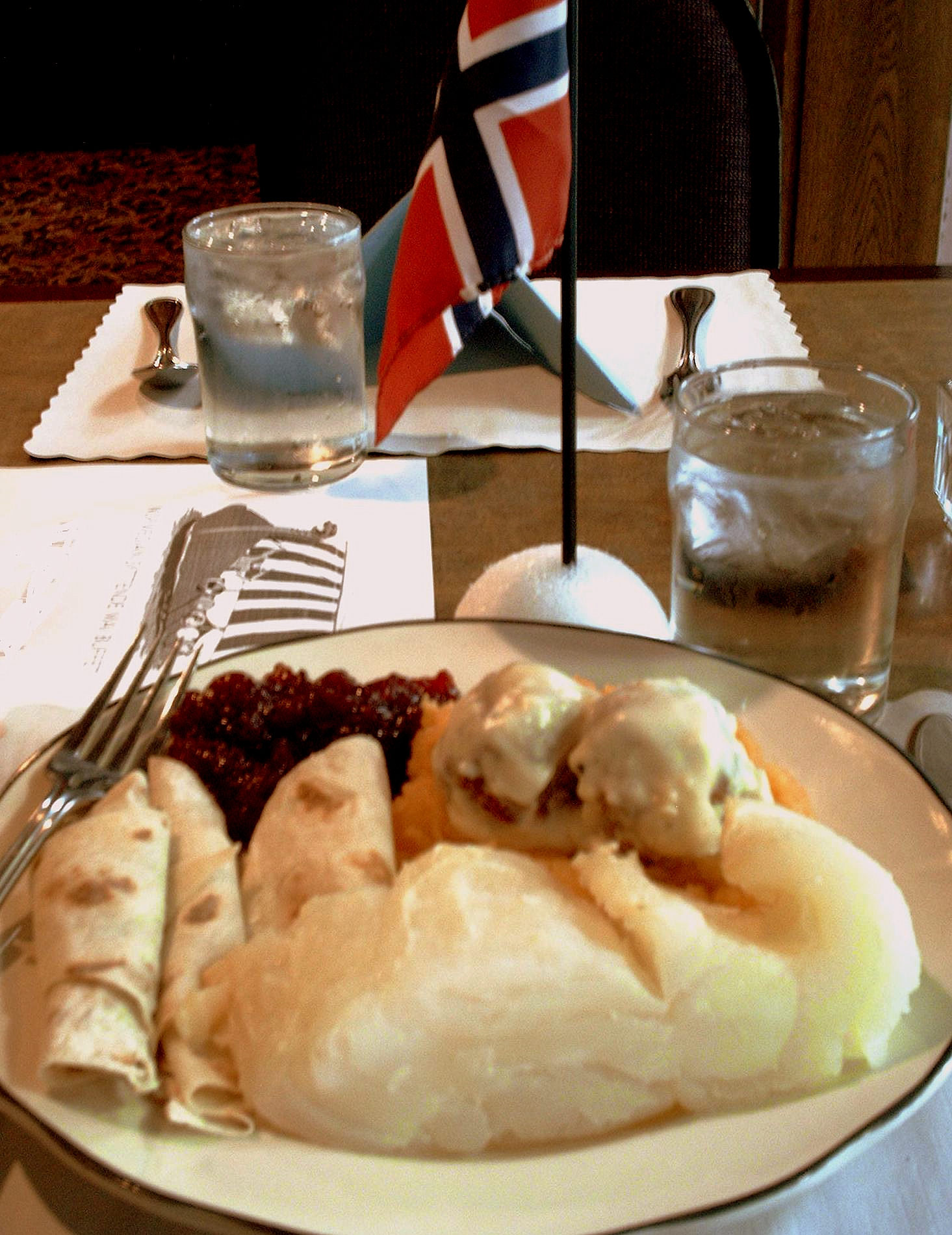
ノルウェーの憲法記念日のお祝い料理に出されるルートフィスク。フラットブレッド・肉団子・ルタバガ・コケモモジャムも添えられている

ルートフィスクあるいはルーテフィスク、ルテフィスク（オランダ語: lutefisk、スウェーデン語: lutfisk）とは、干物にした鱈などの魚（fisk）を灰汁（lut）に漬けゼラチンのような食感にした食材である。
タラの塩干しのバカラオのほか、クロジマナガダラ（ling）、カワメンタイなどの魚が用いられる。
主に北欧の冬の時期、特にクリスマスイブに食される伝統食材である。また、アメリカやカナダなどに移住したスカンジナビア文化圏の人々にも食されている。独特の旨味と臭気があり、ゼラチン状の食感も相俟って、本場の人々の間でも好みが分かれる食べ物であるという。
食べる前に何日間か水を替えながら、灰汁を抜く必要がある。独特の旨味と食感、そして臭気は灰汁のアルカリ成分が魚肉のタンパク質や脂質を分解することにより生み出されるものだが、近代以降は木灰よりも入手の容易な水酸化ナトリウムで代用されることも多い。

## 綴り
- デンマーク語: ludfisk もしくは ludefisk
- ノルウェー語: lutefisk (昔は ludefisk 時々英語でも見られる) もしくは lutfisk
- スウェーデン語: lutfisk
- フィンランド語: lipeäkala もしくは livekala
- 北部サーミ語：lovttaguolli

## 製造の由来
言い伝えの一つには、バイキングが襲撃を行って干していた魚の棚が燃え残った後にルートフィスクになったものを見つけたとする説、バイキングを毒殺するために灰汁に漬けた説がある。
ノルウェー人とスウェーデン人がそれぞれ起源を主張しているが、2011年時点では1555年のノルウェーの文献が初出だとされている。
また、北欧のスカンジナビアで塩は貴重品であったため、木を燃やして得られる灰汁で保存する技術となったとする説もある。